# Porcellio deganiensis
Porcellio deganiensis är en kräftdjursart som beskrevs av Karl Wilhelm Verhoeff 1923. Porcellio deganiensis ingår i släktet Porcellio och familjen Porcellionidae. Inga underarter finns listade i Catalogue of Life.